# ژان باتیست آنتوان اوژه دو مونتیون
ژان باتیست آنتوان اوژه دو مونتیون (فرانسوی: Jean Baptiste Antoine Auget de Montyon‎؛ ‏ ۲۳ دسامبر ۱۷۳۳ – ۲۹ دسامبر ۱۸۲۰) سیاستمدار، انسان‌دوست و نویسنده اهل فرانسه بود. وی بنیان‌گذار تعدادی جایزه در فرانسه بود که توسط فرهنگستان فرانسه اهدا می‌شد و پس از مرگش ۱۲٬۰۰۰ فرانک فرانسه برای حمایت مالی از جایزه مونتیون و همچنین ۱۲٬۰۰۰ فرانک فرانسه برای هریک از بیمارستان‌های پاریس به ارث گذاشت.